# Chiesa di Sant'Orsola (Campogalliano)
La chiesa di Sant'Orsola è la parrocchiale di Campogalliano, in provincia di Modena ed arcidiocesi di Modena-Nonantola; fa parte della vicariato di Campogalliano-Nonantola-Soliera.

## Storia
La primitiva parrocchiale di Campogalliano era dedicata a Sant'Ambrogio. Poiché era ormai troppo piccola per soddisfare le esigenze della popolazione, venne edificata nel XV secolo al suo posto una nuova chiesa intitolata a Sant'Agata. Questa fu eretta a parrocchiale nel 1501. L'edificio venne poi riedificato completamente nel 1795 ed ampliato nel 1830 portandolo a tre navate; contestualmente fu rifatto il campanile.  

## Interno
All'interno della chiesa sono conservate varie opere d'arte, in particolare alcune pale che risalgono al XVII e al XVIII secolo. La pala raffigurante Sant'Orsola è stata realizzata tra il 1610 e il 1614 da Lavinia Fontana.